# Anthony Hayes
Anthony Noel «Tony» Hayes es un actor, escritor y productor australiano conocido por sus participaciones en televisión y cine.

## Biografía
Desde 1999 es cofundador del Roguestar Productions junto a sus compañeros los actores Brendan Cowell y Leland Kean.
Anthony está casado con la diseñadora Polly Smyth. La pareja tiene dos hijos Sidney Hayes y Marlon Hayes, quien nació en el 2015.

## Carrera
Hayes es actor desde los nueve años y ha aparecido en las pantallas durante más de 20. 
Entre sus apariciones en el cine se encuentran West, Rabbit-Proof Fence, Bootmen y Ned Kelly, comienza la leyenda; en televisión ha aparecido en Bastard Boys, Heroes Mountain, Changi y Wildside. 
En el 2001 Anthony comenzó a escribir y dirigir, entre las que se encuentra New Skin, una película de 56 minutos que lo hizo merecedor en el 2002 del premio Dendy Award en el Festival de Cine en Sídney. En el 2002, ganó el premio IF Award al mejor nuevo director. Su cortometraje Sweet Dreams fue votado como el más popular por la audiencia en el Festival de Cine de St Kilda en el 2003. 
En 1997 coprotagonizó la película The Boys, donde dio vida a Stevie Sprague y actuó junto al actor David Wenham y la actriz Toni Collette. Gracias a dicha interpretación fue nominado a los premios AFI y el Film Critics Circle Awards: desde entonces ha ganado dos premios AFI por sus interpretaciones en Look Both Ways en el 2005 y en Suburban Mayhem en el 2006. 
En el 2008 escribió junto al actor Brendan Cowell el guion de Ten Empty, que Hayes describe como «una hermosa película sobre la gente»: también escribieron Sweet Dreams en el 2002; Brendan y Anthony han actuado juntos en varias ocasiones. También participó en las películas The Square y Newcastle.
En el 2009 ha sido la filmación de la película Prime Mover, la cual se filmó en Sídney y Animal Kingdom, donde filma junto a los actores Guy Pearce, Luke Ford y Andy McPhee.
En el 2010 trabajó en la película Beneath Hill 60 donde participó junto al actor Brendan Cowell, la película se espera que salga el 25 de abril de 2010.
En el 2011 apareció como invitado en la serie Sea Patrol donde interpretó a Henry. Ese mismo año se unió al elenco de la miniserie The Slap donde interpretó a Gary. Ese mismo año apareció en la serie Killing Time y en SLiDE.
En el 2012 apareció en la miniserie de seis partes Bikie Wars: Brothers in Arms, la miniserie se basó en la masacre de Milperra ocurrida el día del padre en 1984 en Australia.
Ese mismo año apareció en la serie Beaconsfield donde dio vida al rescatista Pat Ball y en la miniserie Devil's Dust donde interpretó a Bernie Banton, un hombre que toma acciones legales en contra de James Hardie, después de contraer cáncer por trabajar durante años con amianto. Banton observó cómo varios de sus compañeros de trabajo y hermano murieron debido a enfermedad por amianto; en la miniserie trabajó junto a los actores Don Hany y Ewen Leslie.
En marzo del 2014 se unió al elenco principal de la serie Secrets & Lies donde interpreta al detective Ian Cornielle: en ella trabajará junto a los actores Martin Henderson, Diana Glenn y Adrienne Pickering.

## Filmografía

### Series de televisión
| Año         | Título                         | Personaje               | Nota                                |
| ----------- | ------------------------------ | ----------------------- | ----------------------------------- |
| 2017        | Seven Types Of Ambiguity       | Mitch                   | 4 episodios - miniserie             |
| 2015        | Gallipoli                      | Anthony Chandler        | 7 episodios - miniserie             |
| 2014        | Secrets & Lies                 | Det. Ian Cornielle      | 6 episodios - miniserie             |
| 2013        | Mr & Mrs Murder                | Ralph Alonso            | episodio "Early Checkout"           |
| 2012        | Devil's Dust                   | Bernie Banton           | 2 episodios - miniserie             |
| 2012        | Bikie Wars: Brothers in Arms   | Colin "Caeser" Campbell | 6 episodios - miniserie             |
| 2011        | The Slap                       | Gary                    | 7 episodios                         |
| 2011        | SLiDE                          | Stacey                  | episodio # 1.4                      |
| 2011        | Sea Patrol                     | Henry                   | episodio "The Hunted"               |
| 2011        | Killing Time                   | John Bond               | episodio # 1.7                      |
| 2010        | Rush                           | Oliver Ginsberg         | 2 episodios                         |
| 2010        | Rescue Special Ops             | Zac Weston              | episodio "Shock Jock"               |
| 2010        | Raw                            | Luke                    | episodio # 2.4                      |
| 2008        | Review with Myles Barlow       | Capo de Droga           | episodio # 1.1                      |
| 2007        | Bastard Boys                   | Sean McSwain            | junto a Colin Friels                |
| 2006        | Two Twisted                    | Julian Knox             | apareció en el episodio "Call Back" |
| 2004        | Mcleod's Daughters             | Jack Mcleod             | episodio "A McLeod Daughter"        |
| 2003        | Fat Cow Motel                  | Frank Merryweather      | episodio #1.13                      |
| 1995 - 2003 | Blue Heelers                   | Calvin Baker/Phill      | 3 episodios                         |
| 2002        | White Collar Blue              | John Santos             | episodio # 1.17                     |
| 2000, 2002  | Farscape                       | Molnon/Wa               | 2 episodios                         |
| 2001        | Changi                         | Gordon Yates            | 5 episodios                         |
| 1998 - 1999 | All Saints                     | Krys Goretski           | 2 episodios                         |
| 1998        | Murder Call                    | Eddie Lamb              | episodio "A Dress to Die For"       |
| 1998        | Water Rats                     | Jarred                  | episodio "Heads or Tales"           |
| 1998        | Wildside                       | Danny Thompson          | episodio #1.7                       |
| 1997        | Fallen Angels                  | Roach                   | 3 episodios                         |
| 1996        | Naked: Stories of Men          | Joven Gibbo             | episodio "Coral Island"             |
| 1996        | Twisted Tales                  | Damien                  | episodio "Third Party"              |
| 1995        | Snowy River: The McGregor Saga | Zack Reilly             | episodio "The Reilly Gang"          |
| 1995        | Ocean Girl                     | Michael "Mick" Byrne    | 13 episodios                        |
| 1995        | Correlli                       | Gazza                   | junto a Hugh Jackman                |
| 1995        | G.P.                           | Alex Milanakos          | episodio "Trapped"                  |
| 1995        | Fire                           | Slasher                 | episodio "Glory Days"               |
| 1993        | Paradise Beach                 | Grommet Ritchie         | -                                   |
| 1992        | The Adventures of Skippy       | Jim Hartley             | episodio "Skippy and the Runaway"   |

### Películas
| Año  | Título                      | Personaje               | Nota |
| ---- | --------------------------- | ----------------------- | --- |
| 2015 | La luz entre los océanos    | Vernon Knuckey          | junto a Alicia Vikander, Michael Fassbender, Rachel Weisz, Caren Pistorius, Emily Barclay & Leon Ford        |
| 2015 | Redfern Now: Promise Me     | Daryl Hopkins           | junto a Deborah Mailman, Wayne Blair, Rarriwuy Hick, Lisa Flanagan & Genevieve Lemon                         |
| 2014 | The Rover                   | Sgt. Rickofferson       | junto a Robert Pattinson, Guy Pearce, Nash Edgerton, Susan Prior & David Field                               |
| 2014 | Healing                     | Warren                  | junto a Hugo Weaving, Robert Taylor, Laura Brent, Jane Menelaus & Don Hany                                   |
| 2013 | The Broken Shore            | Hopgood                 | junto a Claudia Karvan, Dan Wyllie, Erik Thomson, Catherine McClements, Robyn Nevin & Don Hany               |
| 2012 | Jack Irish: Bad Debts       | Vin McKillop            | junto a Guy Pearce, Roy Billing, Marshall Napier, Damien Garvey, Aaron Pedersen & Fletcher Humphrys          |
| 2012 | The King Is Dead            | -                       | junto a Luke Ford, Dan Wyllie & Bojana Novakovic                                                             |
| 2012 | Dumpy Goes to the Big Smoke | Portly                  | corto - junto a Eden Falk & Emily Tomlins                                                                    |
| 2012 | Beaconsfield                | Pat Ball                | junto a Shane Jacobson, Lachy Hulme, Simon Lyndon, Cameron Daddo, Michala Banas & Sacha Horler               |
| 2011 | Burning Man                 | Brian                   | junto a Matthew Goode, Bojana Novakovic, Essie Davis, Rachel Griffiths, Marta Dusseldorp & Dan Wyllie        |
| 2010 | Beneath Hill 60             | Capitán William McBride | junto a Jacqueline McKenzie, Brendan Cowell, Chris Haywood & Steve Le Marquand                               |
| 2010 | Animal Kingdom              | Det. Justin Norris      | junto a Guy Pearce, Luke Ford, Joel Edgerton, Sullivan Stapleton, Dan Wyllie, Jacki Weaver & Mirrah Foulkes  |
| 2009 | Prime Mover                 | Empresario              | junto a Michael Dorman, Ben Mendelsohn, William McInnes, Gyton Grantley & Emily Barclay                      |
| 2008 | Bleeders                    | Harmless                | - |
| 2008 | The List                    | Dale                    | junto a Nicole da Silva, Nash Edgerton, Kieran Darcy-Smith & Justin Rosniak                                  |
| 2008 | The Square                  | Greg "Smithy" Smith     | junto a David Roberts, Joel Edgerton, Claire van der Boom & Hanna Mangan Lawrence                            |
| 2008 | Newcastle                   | Danny                   | junto a Lachlan Buchanan, Barry Otto & Rebecca Breeds                                                        |
| 2007 | Bastard Boys                | Sean McSwain            | junto a Colin Friels, Geoff Morrell, Caroline Craig, Dan Wyllie, Justine Clarke, Rhys Muldoon & Dennis Coard |
| 2007 | West                        | Kenwood                 | junto a Khan Chittenden & Gillian Alexy                                                                      |
| 2006 | Suburban Mayhem             | Kenny                   | junto a Emily Barclay, Michael Dorman, Laurence Breuls & Brendan Cowell                                      |
| 2006 | The Bridge                  | -                       | - |
| 2005 | The Heartbreak Tour         | Tim                     | junto a Toby Schmitz, Nathaniel Dean, Damian Walshe-Howling & Hamish Michael                                 |
| 2005 | Look Both Ways              | Andy Walker             | junto a Justine Clarke & William McInnes                                                                     |
| 2005 | The Mechanicals             | LX Man                  | corto - junto a Anthony Phelan, Justin Smith & Ewen Leslie                                                   |
| 2004 | BlackJack: Sweet Science    | Brad Anderson           | junto a Alex O'Loughlin, Colin Friels, Vince Colosimo, Marta Dusseldorp, Salvatore Coco & Lara Cox           |
| 2004 | Get Rich Quick              | Spud                    | junto a Marshall Napier, Danny Adcock, Alex Blias, Jason Clarke & David Woodley                              |
| 2003 | Ned Kelly                   | Sargento Kennedy        | junto a Joel Edgerton                                                                                        |
| 2003 | Alice                       | Ben                     | junto a Asher Keddie                                                                                         |
| 2002 | New Skin                    | Max                     | junto a Jessica Napier, Samuel Johnson & Marshall Napier                                                     |
| 2002 | Heroes Mountain             | Woody                   | junto a Andrew McFarlane, Craig McLachlan, Andy Anderson & Nadine Garner                                     |
| 2002 | Rabbit-Proof Fence          | Constructor             | - |
| 2001 | Tracey McBean               | Shamus Wong             | - |
| 2000 | Bootmen                     | Huey                    | junto a Sam Worthington & Adam Garcia                                                                        |
| 2000 | Life in a Volkswagen        | -                       | corto - junto a Sam Worthington, Don Hany & Bryan Moses                                                      |
| 1998 | The Sugar Factory           | Marlo                   | junto a Matt Day, Marshall Napier & Sam Healy                                                                |
| 1998 | The Boys                    | Stevie Sprague          | junto a David Wenham & Toni Collette                                                                         |
| 1996 | Halifax f.p: Cradle and All | Kenny                   | junto a Rebecca Gibney & Peter Hardy                                                                         |
| 1995 | The Last Bullet             | James                   | - |
| 1991 | Animal Park                 | Damien Halliday         | - |

### Director, Guionista & Productor
| Año  | Título       | Notas                           |
| ---- | ------------ | ------------------------------- |
| 2008 | Ten Empty    | director, guionista & productor |
| 2002 | New Skin     | director, guionista & productor |
| 2002 | Sweet Dreams | director, guionista & productor |

### Teatro
| Año  | Obra | Personaje | Director (a) | Teatro            | Notas                                              |
| ---- | ---- | --------- | ------------ | ----------------- | -------------------------------------------------- |
| 2000 | Men  | -         | Leland Jean  | Old Fitz. Theatre | junto a Blazey Best, Brendan Cowell & Toby Schmitz |

## Premios y nominaciones
| Año  | Categoría                                         | Premio                          | Serie/Película           | Resultado |
| ---- | ------------------------------------------------- | ------------------------------- | ------------------------ | --------- |
| 2018 | Most Outstanding Supporting Actor                 | Logie Award                     | Seven Types Of Ambiguity | Nominado  |
| 2013 | Most Outstanding Actor                            | Silver Logie Award              | Devil's Dust             | Ganó      |
| 2013 | Best Lead Actor in a Television Drama             | AACTA Award                     | Devil's Dust             | Nominado  |
| 2012 | Outstanding Actor in a Drama Series               | Golden Nymph Award              | The Slap                 | Nominado  |
| 2009 | Best Supporting Actor                             | FCCA Award                      | The Square               | Nominado  |
| 2008 | Best Supporting Actor                             | AFI Award                       | The Square               | Nominado  |
| 2006 | Best Supporting Actor                             | AFI Award                       | Suburban Mayhem          | Ganó      |
| 2005 | Best Suporting Actor                              | AFI Award                       | Look Both Wyas           | Ganó      |
| 2002 | Best Rising Talent                                | IF Award                        | -                        | -         |
| 2002 | Best Film                                         | Audience Award                  | Sweet Dreams             | Ganó      |
| 2002 | Best Short Film Over 15 minutes                   | Award for Australian Short Film | New Skin                 | Ganó      |
| 1999 | Best Supporting Actor - Male                      | FCCA Award                      | The Boys                 | Nominado  |
| 1998 | Best Performance by an Actor in a Supporting Role | AFI Award                       | The Boys                 | Nominado  |